# IFK Göteborg 2008
IFK Göteborgs fotbollslag deltog säsongen 2008 i Svenska Supercupen, Allsvenskan, Svenska cupen och UEFA Champions League.
IFK Göteborg inledde säsongen med ett par träningsmatcher utomlands, vann Svenska Supercupen strax innan Allsvenskan startade och därefter stod Allsvenskan, Svenska Cupen och kval till Champions League på agendan. Kvalet till Champions League under sommaren misslyckades laget med, men Svenska Cupen lyckades laget vinna efter seger i finalen mot Kalmar FF på Fredriksskans IP. Inför de avslutande omgångarna i Allsvenskan låg laget i tabelltoppen.

## Intern skytteliga 2008
Avser allsvenskan (enligt den 17 oktober 2008, efter omgång 25):
- Jonas Wallerstedt 7
- Pontus Wernbloom 5
- Robin Söder 5
- Ragnar Sigurdsson 3
- Niclas Alexandersson 3
- Thomas Olsson 3
- Tobias Hysén 3
- Stefan Selakovic 2
- Gustav Svensson 2
- Mathias Ranégie 1
- Jakob Johansson 1
- Jonathan Berg 1
- Mattias Bjärsmyr 1
- Sebastian Eriksson 1
- Självmål 2

Målstatistik:
- Mål totalt: 40
- Spelmål: 38
- Straffmål: 0
- Självmål: 2

OBS: Med "självmål" menas att motståndarlaget gjort självmål.

## Spelartruppen 2008
| Nr | Land    | Pos | Namn                 |
| -- | ------- | --- | -------------------- |
| 1  | Danmark | MV  | Kim Christensen      |
| 2  | Sverige | F   | Sebastian Eriksson   |
| 3  | Sverige | F   | Nicklas Carlsson     |
| 5  | Sverige | F   | Mattias Bjärsmyr     |
| 6  | Sverige | F   | Adam Johansson       |
| 7  | Sverige | MF  | Tobias Hysén         |
| 8  | Sverige | MF  | Thomas Olsson        |
| 9  | Sverige | A   | Stefan Selakovic     |
| 10 | Sverige | MF  | Niclas Alexandersson |
| 12 | Sverige | MV  | David Stenman        |
| 13 | Sverige | MF  | Gustav Svensson      |
| 14 | Island  | F   | Hjálmar Jónsson      |

| Nr | Land    | Pos | Namn                 |
| -- | ------- | --- | -------------------- |
| 15 | Sverige | MF  | Jakob Johansson      |
| 16 | Sverige | F   | Erik Lund            |
| 17 | Sverige | A   | Daniel Alexandersson |
| 18 | Sverige | A   | Jonas Wallerstedt    |
| 19 | Sverige | A   | Pontus Wernbloom     |
| 22 | Island  | F   | Ragnar Sigurdsson    |
| 23 | Sverige | F   | Oskar Gustafsson     |
| 24 | Sverige | MF  | Jonatan Berg         |
| 25 | Sverige | MV  | Erik Dahlin          |
| 28 | Sverige | MF  | Nicklas Bärkroth     |
| 29 | Sverige | A   | Robin Söder          |

## Övergångar
In
| 2  | Sverige | F  | Sebastian Eriksson (från IFK Göteborg Ungdomslag)       |
| 23 | Sverige | F  | Oskar Gustafsson (från IFK Göteborg Ungdomslag)         |
| 3  | Sverige | F  | Nicklas Carlsson (från AIK (fri transfer))              |
| 17 | Sverige | A  | Daniel Alexandersson (från IF Elfsborg)                 |
| 24 | Sverige | MF | Jonatan Berg (från Trelleborgs FF (tillbaka efter lån)) |
| 1  | Danmark | MV | Kim Christensen (från FC Nordsjaelland)                 |
| 29 | Sverige | A  | Robin Söder (från Stenungsund)                          |
| 16 | Sverige | F  | Erik Lund (från Aston Villa)                            |

Ut
| 1  | Sverige | MV | Bengt Andersson (till Tölö IF)                               |
| 17 | Sverige | A  | George Mourad (till Willem II, Nederländerna (fri transfer)) |
| 26 | Kanada  | A  | Ali Gerba (till Ingolstadt, Tyskland (fri transfer))         |
| 23 | Sverige | MF | Andres Vasquez (till FC Zürich, Schweiz)                     |
| 16 | Sverige | F  | Magnus "Ölme" Johansson (till Särö IK)                       |
| 11 | Sverige | A  | Mathias Ranégie (utlånad till Go Ahead Eagles)               |
| 20 | Sverige | MF | Eldin Karisik (till Viborg)                                  |

## Klubben

### Tränarstab
Enligt 18 oktober 2008 
- Huvudtränare:  Jonas Olsson och  Stefan Rehn
- Assisterande tränare:  Teddy Olausson
- Målvaktstränare: Ove Tobiasson
- Fystränare: Jonas Hellberg

### Spelartröjor
- Tillverkare:
- Huvudsponsor:
- Hemmatröja:
- Bortatröja:
- Spelarnamn:
- Övrigt:

### Övrig information
- Ordförande:  Stig Lundström
- Sportchef:
- Arena: Ullevi (kapacitet: 42 000, underlag: gräs)

## Matcher 2008
Källor:
- IFK Göteborgs egen databas

### Supercupen
IFK Göteborg mötte i egenskap av allsvensk mästare cupmästaren Kalmar FF.
| Datum        | Arena  | Motstånd  | Resultat | Tävling            | TV | IFK-målskyttar          | Publiksiffra |
| ------------ | ------ | --------- | -------- | ------------------ | -- | ----------------------- | ------------ |
| 22 mars 2008 | Ullevi | Kalmar FF | 3-1      | Svenska Supercupen | Ja | Wallerstedt, H. Jonsson | 1 643        |

### Allsvenskan
Resultat för IFK Göteborg allsvenska säsongen 2008. Aktuell tabell finns hos Svenska Fotbollförbundet.
OBS: resultat är i IFK Göteborg-favör
| Datum             | Arena            | Motstånd        | Resultat | Tävling     | TV      | IFK-målskyttar                                             | Publiksiffra |
| ----------------- | ---------------- | --------------- | -------- | ----------- | ------- | ---------------------------------------------------------- | ------------ |
| 31 mars 2008      | Malmö Stadion    | Malmö FF        | 1–1      | Allsvenskan | ?       | Wallerstedt                                                | 18 884       |
| 6 april 2008      | Ullevi           | Örebro SK       | 4–1      | Allsvenskan | ?       |                                                            | 10 482       |
| 9 april 2008      | Örjans Vall      | Halmstads BK    | 1–1      | Allsvenskan | ?       | T. Olsson                                                  | 6 786        |
| 14 april 2008     | Ullevi           | IFK Norrköping  | 4–0      | Allsvenskan | ?       | Självmål, Hysén, G. Svensson, Ranégie                      | 7 212        |
| 17 april 2008     | Ullevi           | GAIS            | 0–0      | Allsvenskan | ?       |                                                            | 27 238       |
| 21 april 2008     | Ullevi           | AIK             | 2–0      | Allsvenskan | ?       | J. Berg, Wallerstedt                                       | 9 679        |
| 25 april 2008     | Starke Arvid     | Ljungskile SK   | 1–2      | Allsvenskan | ?       | Wernbloom                                                  | 7 128        |
| 28 april 2008     | Ullevi           | GIF Sundsvall   | 1–0      | Allsvenskan | ?       | Sigurdsson                                                 | 6 332        |
| 4 maj 2008        | Söderstadion     | Hammarby IF     | 0–0      | Allsvenskan | ?       |                                                            | 12 198       |
| 7 maj 2008        | Ullevi           | Kalmar FF       | 3–2      | Allsvenskan | ?       | Wallerstedt (2), G. Svensson                               | 12 473       |
| 12 maj 2008       | Borås Arena      | IF Elfsborg     | 0–3      | Allsvenskan | ?       |                                                            | 16 599       |
| 1 juli 2008       | Ullevi           | Trelleborgs FF  | 0–2      | Allsvenskan | ?       |                                                            | 7 226        |
| 7 juli 2008       | Ullevi           | Helsingborgs IF | 1–1      | Allsvenskan | ?       | Wallerstedt                                                | 8 246        |
| 12 juli 2008      | Råsunda          | Djurgården      | 2–1      | Allsvenskan | TV4     | N. Alexandersson, Söder                                    | 10 713       |
| 19 juli 2008      | Ullevi           | Gefle           | 3–0      | Allsvenskan | ?       | Söder, S. Eriksson, Wallerstedt                            | 5 101        |
| 26 juli 2008      | Strömvallen      | Gefle           | 1–0      | Allsvenskan | ?       | Söder                                                      | 3 930        |
| 2 augusti 2008    | Ullevi           | Malmö FF        | 2–0      | Allsvenskan | ?       | Söder, Wallerstedt                                         | 8 015        |
| 9 augusti 2008    | Behrn Arena      | Örebro SK       | 2–4      | Allsvenskan | ?       | Självmål, Selakovic                                        | 7 873        |
| 17 augusti 2008   | Ullevi           | Halmstads BK    | 3–0      | Allsvenskan | ?       | Hysén, Söder, Bjärsmyr                                     | 5 149        |
| 23 augusti 2008   | Idrottsparken    | IFK Norrköping  | 2–2      | Allsvenskan | ?       | Wernbloom (2)                                              | 4 938        |
| 1 september 2008  | Ullevi           | GAIS            | 0–1      | Allsvenskan | ?       |                                                            | 29 801       |
| 13 september 2008 | Råsunda          | AIK             | 0–0      | Allsvenskan | TV4     |                                                            | 12 417       |
| 24 september 2008 | Ullevi           | Ljungskile SK   | 0–0      | Allsvenskan | ?       |                                                            | 5 315        |
| 29 september 2008 | Norrporten Arena | GIF Sundsvall   | 5–0      | Allsvenskan | ?       | Wernbloom, Hysén, Sigurdsson, T. Olsson, Selakovic         | 8 608        |
| 5 oktober 2008    | Ullevi           | Hammarby IF     | 2–0      | Allsvenskan | ?       | T. Olsson, J. Johansson                                    | 6 174        |
| 18 oktober 2008   | Fredriksskans IP | Kalmar FF       | 1–0      | Allsvenskan | TV4     | Sigurdsson                                                 | 6 436        |
| 26 oktober 2008   | Ullevi           | IF Elfsborg     | 5–2      | Allsvenskan | Canal + | G. Svensson, Wernbloom (2), N. Alexandersson, J. Johansson | 15 212       |
| 29 oktober 2008   | Vångavallen      | Trelleborgs FF  | 0-0      | Allsvenskan |         |                                                            |              |
| 1 november 2008   | Ullevi           | Djurgården      | 3-1      | Allsvenskan |         |                                                            |              |
| 9 november 2008   | Olympia          | Helsingborgs IF | 1-2      | Allsvenskan |         | N. Alexandersson                                           |              |

### Svenska cupen 2008
| Datum             | Arena            | Motstånd       | Resultat                                   | Tävling       | TV  | IFK-målskyttar           | Publiksiffra |
| ----------------- | ---------------- | -------------- | ------------------------------------------ | ------------- | --- | ------------------------ | ------------ |
| 1 maj 2008        | Södermalms IP    | Skövde AIK     | 2-1                                        | Svenska cupen | ?   |                          | 2 673        |
| 17 maj 2008       | Falkenbergs IP   | Falkenbergs FF | 3-0 e.fl.                                  | Svenska cupen | ?   | Ranégie, Hysén, Olsson   | 2 445        |
| 28 juni 2008      | Nösnäsvallen     | Ljungskile SK  | 1-0                                        | Svenska cupen | ?   |                          | 1 998        |
| 10 juli 2008      | Norrporten Arena | GIF Sundsvall  | 3-2                                        | Svenska cupen | ?   |                          | 3 457        |
| 28 augusti 2008   | Enavallen        | Enköpings SK   | 3-0                                        | Svenska cupen | ?   | Wernbloom (2), Selakovic | 1 829        |
| 21 september 2008 | Fredriksskans IP | Kalmar FF      | 0-0 efter förlängning, 5-4 efter straffar. | Svenska cupen | TV4 |                          | 7 158        |

### Champions League 2008
IFK Göteborg fick starta i den första av tre kvalomgångar och förlorade dubbelmötet i den andra kvalomgången.
| Datum           | Arena                      | Motstånd    | Resultat | Tävling              | TV     | IFK-målskyttar                                            | Publiksiffra |
| --------------- | -------------------------- | ----------- | -------- | -------------------- | ------ | --------------------------------------------------------- | ------------ |
| 15 juli 2008    | Stadio Olimpico Serravalle | S.S. Murata | 5-0      | CL kvalomgång 1, 1:2 | Nej    | Söder, N. Alexandersson, Wernbloom, H. Jonsson, Selakovic | ?            |
| 23 juli 2008    | Ullevi                     | S.S. Murata | 4-0      | CL kvalomgång 1, 2:2 | Nej    | A. Johansson, Bärkroth (2), Wallerstedt                   | 3 746        |
| 14 augusti 2008 | Ullevi                     | FC Basel    | 1-1      | CL kvalomgång 2, 1:2 | TV6(?) | T. Olsson                                                 | 10 914       |
| 28 augusti 2008 | St. Jakob-Park             | FC Basel    | 2-4      | CL kvalomgång 2, 2:2 | ?      | Wernbloom, Söder                                          | ?            |

### Träningsmatcher 2008
- 30 januari: borta mot Liverpool (1-3)
- 2 februari: borta mot Manchester City (3-1)
- 12 februari: borta mot Dynamo Moskva
- 18 februari: borta mot GKS Belchatów
- 26 februari: hemma mot IF Elfsborg (3-2 på Ruddalen)
- 6 mars: hemma mot Stabæk IF
- 12 mars: borta mot Las Palmas
- 18 mars: borta mot Trollhättan
- 18 juni: borta mot IF Elfsborg
- 23 juni: borta mot Stabæk IF
- 9 oktober: borta mot Atalanta BC (0-4 på Stadio Communale i Bergamo)